# Chenle
Zhōng Chénlè (Shanghái, 22 de noviembre de 2001), más conocido como Chenle, es un cantautor y bailarín chino. Comenzó su carrera como cantante infantil, habiendo actuado en varios conciertos y programas de televisión en China y en el extranjero. A los 9 años, fue el cantante más joven del mundo en ser invitado a cantar en el Golden Hall de Viena con una actuación en solitario. A los 14 años, lanzó tres álbumes en solitario y organizó un concierto en la República Popular China. En 2016, debutó como integrante de NCT, dentro de la subunidad NCT Dream.

## Biografía
Chenle nació en Shanghái, República Popular China, el 22 de noviembre de 2001. Estudió en la Escuela de Música Contemporánea de Beijing. En 2006, ingresó a la pequeña estación de televisión Shanghai Ying Siu Sing School y fue a clases de baile. En 2008, fue admitido a Shanghai Little Flute Art Troupe y estudió música vocal con Huang Jing.

## Carrera

### 2009-2015: Actividades en solitario
En 2009, Chenle participó en el canal infantil de Hajj realizado por Yueyue Elf Vs Season Trial, ganando el segundo lugar y un Elf Genie Award. En 2010, participó en las actividades de National Chinese Young Talent Selection, donde ganó una medalla de oro para el grupo vocal. El 16 de junio de 2011, junto a Xiao Jiabin, asistió a la segunda ceremonia de apertura de Nie Er Music Week, realizado en el Gran teatro de Shanghái, donde el cantante logró que miles de personas cantaran el himno nacional chino. En enero de 2011, a los 9 años, Zhong fue invitado a interpretar la canción «Memory» del musical de Andrew Lloyd Webber, Cats, en el Golden Hall de Viena, convirtiéndose en el cantante más joven en realizar una presentación en ese lugar.
En julio de 2011, su segundo álbum en solitario, My Wings, fue lanzado con un total de 12 canciones. En el mismo mes, Zhong participó en la ceremonia de apertura del Festival Internacional de Arte para Niños de Shanghái en el Gran Escenario de Shánghai y también en la clausura del mismo evento el 4 de agosto de 2011. Zhong comenzó su carrera profesional como cantante después de competir en concursos de canto como China's Got Talent. Desde entonces ha lanzado tres álbumes. Solía hacer covers de canciones para subirlas a YouTube. Muchos de ellos son de la exestrella infantil Declan Galbraith. Forma parte de la Organización Mundial de Niños Embajadores de la Paz, fundada y presidida por el pianista Ezekiel Elkin, que representa a China como un joven diplomático cultural en todo el mundo. Fue el embajador chino en The Musical Summit, un espectáculo multicultural internacional creado por Elkin que tuvo lugar en la ciudad de Buenos Aires en agosto de 2014, donde interpretó «The Dragon's Romance», una canción que Elkin escribió especialmente para él.
Su primera actuación filmográfica más conocida fue en el drama chino The Queen of SOP 2. En 2014, realizó un concierto en solitario en la Sala de Conciertos de Shanghái.

### 2016-presente: Debut con NCT Dream
En agosto de 2016, comenzó a realizar actividades en Corea del Sur debutando como miembro de NCT Dream, subunidad de NCT. Es uno de los dos miembros de todo el grupo junto a Renjun que no fue parte de SM Rookies antes del debut del grupo. Debutó en NCT después con tan solo dos meses de entrenamiento. El 30 de abril de 2020, se anunció a través de la cuenta oficial de Weibo de la Academia de Música Contemporánea de Beijing que Chenle, junto con Renjun, se graduó oficialmente.

## Discografía

### Álbumes de estudio
| Título        | Detalles | Mejor posición | Ventas |
| Título        | Detalles | CHN            | Ventas |
| ------------- | --- | -------------- | ------ |
| Tomorrow      | - Lanzamiento: 2010 - Discográfica(s): - Formato(s): Descarga Ver listaCanciones: 1. Hiking Party 2. Haibao Let's Show 3. Tomorrow 4. King of Chocolate 5. Fly, Butterflies 6. The Song of Practicing Words 7. The Eyes of the Dream 8. Roller-Skating Kids 9. Edelweiss 10. I Just Can't Wait To Be King 11. The Most Beautiful Painting 12. Tell Me Why 13. A Bright Future 14. Hiking Party (Instrumental) | —              | N/A    |
| My Wings      | - Lanzamiento: 2011 - Discográfica(s): - Formato(s): Descarga | —              | N/A    |
| You Are There | - Lanzamiento: 2014 - Discográfica(s): - Formato(s): Descarga | —              | N/A    |

## Filmografía

### Películas
| Año  | Título      | Notas    |
| ---- | ----------- | -------- |
| 2013 | Soul Rhythm | Predebut |

### Series de televisión
| Año  | Título             | Notas    |
| ---- | ------------------ | -------- |
| 2013 | The Queen of SOP 2 | Predebut |
| 2013 | Bund Police        | Predebut |

### Shows de variedad
| Año  | Título                                                    | Notas                                                                  |
| ---- | --------------------------------------------------------- | ---------------------------------------------------------------------- |
| 2010 | China's Got Talent                                        | Predebut                                                               |
| 2010 | Sunday My Biggest                                         | Interpretó «Tomorrow»                                                  |
| 2011 | Happy Blue Sky                                            | Interpretó «Memory»                                                    |
| 2011 | We Have a Set                                             | Interpretó «Memory » y «You Raise Me Up»                               |
| 2011 | Day Day Up                                                | Interpretó «Memory»                                                    |
| 2012 | Red Star                                                  | Interpretó «Memory»                                                    |
| 2012 | Talented Children's Voice                                 | Interpretó «Memory»                                                    |
| 2012 | Innocence Hit the Earth                                   |                                                                        |
| 2012 | Table Plan                                                | Interpretó «Memory»                                                    |
| 2012 | Sound One Team                                            | Interpretó «Memory», «Tell Me Why» y otras canciones                   |
| 2012 | The Mysterious Baby Mid-Autumn Festival Concert with Rice | Interpretó «Tell Me Why»                                               |
| 2012 | Beware 00                                                 | Interpretó «Amazing Grace»                                             |
| 2013 | Flash World                                               | Interpretó «My Songs», «Tell Me Why» y «Can You Feel The Love Tonight» |
| 2013 | I Love My Motherland                                      | Interpretó «You Raise Me Up»                                           |
| 2013 | Super Voice                                               | Juez                                                                   |
| 2013 | China New Voice Generation                                | Interpretó «Amazing Grace»                                             |

## Premios y nominaciones
| Año  | Premio                                       | Categoría | Trabajo nominado | Resultados | Ref. |
| ---- | -------------------------------------------- | --------- | ---------------- | ---------- | ---- |
| 2009 | Yueyue Elf Vs Season Trial "Elf Genie Award" | N/A       | N/A              | Ganador    |      |
| 2010 | National Outstanding Students Competition    | N/A       | N/A              | Ganador    |      |
| 2010 | National Award For Young Talents in China    | N/A       | N/A              | Ganador    |      |